# イヴァイロ・チョチェフ
イヴァイロ・リュドミロフ・チョチェフ（Ivaylo Lyudmilov Chochev (ブルガリア語: Ивайло Людмилов Чочев、1993年2月18日 - ）はブルガリアのサッカー選手。ポジションはミッドフィルダー。PFCルドゴレツ・ラズグラド所属。

## 経歴
2013年1月16日、PFC CSKAソフィアに移籍。チームの要になると、翌年2月12日には新たに3年契約を結んだ。
2014年7月11日、ASモナコなどのチームが注視する中、セリエAのUSチッタ・ディ・パレルモと3年契約を結んだ。2014-15シーズンは2度のマン・オブ・ザ・マッチに選ばれるなど躍進し、2015年6月22日には5年契約にサイン。パレルモの2部降格後もチームに残るが、2018-19シーズン終了後にチームが財政難で4部に降格すると退団した。
2019年6月、デルフィーノ・ペスカーラ1936に加入した。
2020年夏、CSKAソフィアに復帰した。
2024年2月15日、PFCルドゴレツ・ラズグラドに移籍した。

## 代表歴
2015年6月8日のトルコ代表戦でA代表デビュー。
2016年6月3日に行われた日本代表との親善試合で来日するも、2-7の大敗を喫した。